# 施泰因西克河

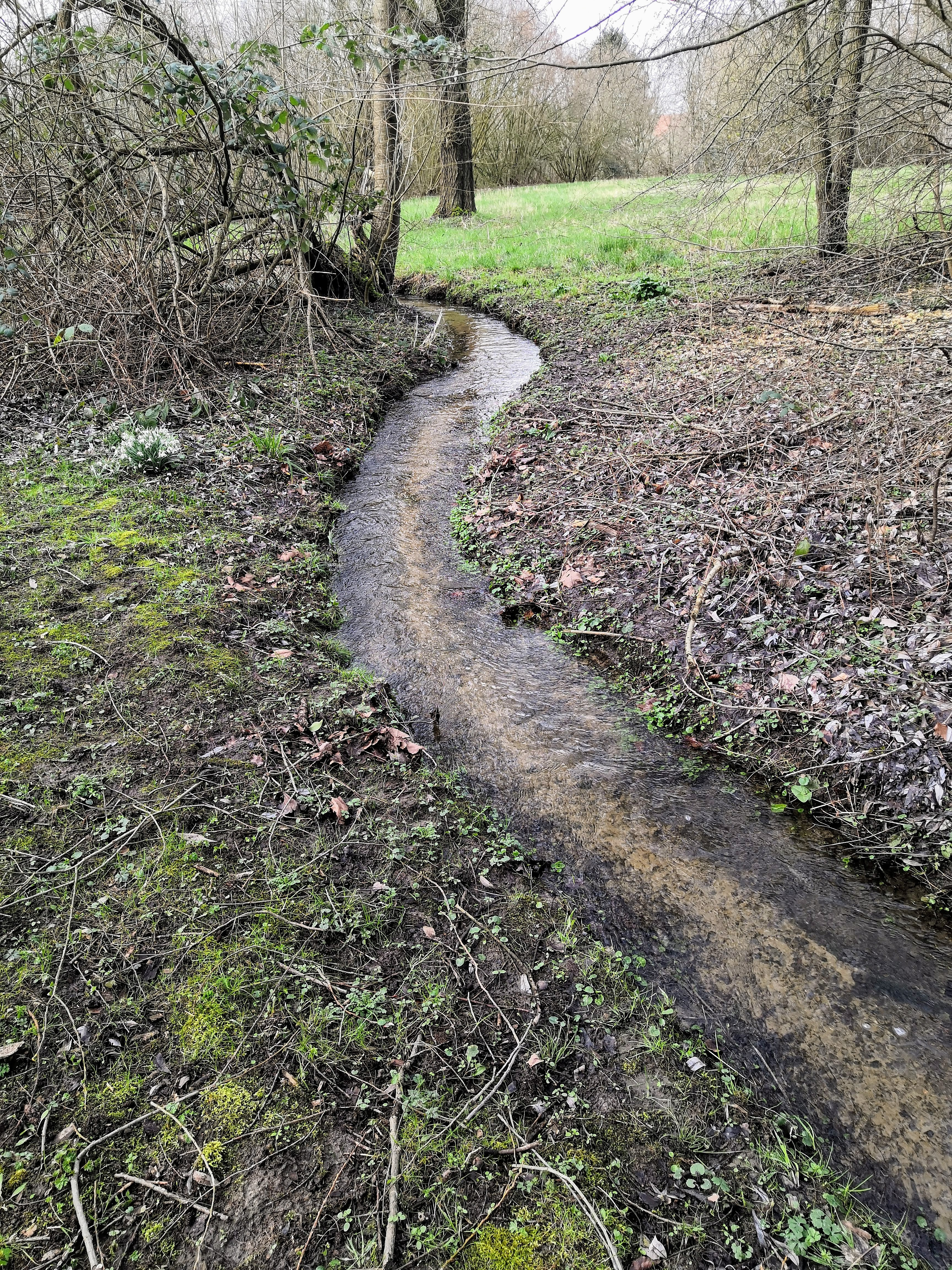

52°5′55″N 8°41′29″E / 52.09861°N 8.69139°E
施泰因西克河（德語：Steinsiekbach），是德國的河流，位於該國西部，處於北萊茵-威斯特法倫州，屬於韋勒河的右支流，河道全長3.4公里，流域面積2.1平方公里，河畔城鎮有黑爾福德。